# Suceurs de sang, une comédie marxiste de vampires
À ne pas confondre avec le film britannique Suceurs de sang (1971).
Pour plus de détails, voir Fiche technique et Distribution.
Suceurs de sang, une comédie marxiste de vampires (Blutsauger) est une comédie allemande réalisée par Julian Radlmaier (de) et sortie en 2021.

## Synopsis
Lors de la première projection du film Octobre de Sergueï Eisenstein, l'ouvrier et aspirant acteur Liovouchka apprend que toutes les scènes avec Léon Trotski, interprété par lui, ont été coupées du film. Comprenant que sa carrière est terminée, Liovouchka s'enfuit en Allemagne, où il se fait passer pour un baron et rencontre une comtesse excentrique. Pendant ce temps, les habitants souffrent d'une dépression nerveuse, se découvrent des morsures et lisent Le Capital de Karl Marx, se demandant si les bourgeois sont littéralement des vampires ou non.

## Fiche technique
- Titre français : Suceurs de sang, une comédie marxiste de vampires[1],[2]
- Titre original allemand : Blutsauger[3]
- Réalisation : Julian Radlmaier (de)
- Scénario : Julian Radlmaier
- Photographie : Markus Koob
- Montage : Julian Radlmaier
- Décors : Reinhild Blaschke
- Production : Kirill Krasovski
- Sociétés de production : Faktura Film, Westdeutscher Rundfunk
- Pays de production :  Allemagne
- Langue originale : allemand
- Format : couleurs - 1,66:1
- Genre : Comédie
- Durée : 125 minutes
- Dates de sortie : 
  - Allemagne : 3 mars 2021
  - France : 4 septembre 2023 (diffusion sur Arte)

## Distribution
- Alexandre Koberidze : Liovouchka
- Lilith Stangenberg : Octavia
- Alexander Herbst : Jakob
- Corinna Harfouch : Tante Erkentrud
- Andreas Döhler : Dr Humburg
- Daniel Hoesl : Bonim
- Mareike Beykirch : Ievka
- Marie Rathscheck : princesse XY
- Lee Kyung-taek : Ramasseur d'algues
- Daria Levin : Rose
- Anton Gonopolski : Sergueï Eisenstein
- Kirill Adibekov : Édouard Tissé
- Stasya Korotkova : L'assistante d'Eisenstein
- Vladimir Lyashchenko : mécanicien

## Production
L'intrigue du film s'appuie sur la légende selon laquelle le film Octobre de Sergueï Eisenstein comportait à l'origine Léon Trotski, mais après que ce dernier soit tombé en disgrâce, Joseph Staline aurait personnellement ordonné que toutes les scènes où il apparaissait soient coupées du film.
Julian Radlmeier utilise également des anachronismes dans le film, qui soulignent la conventionnalité de ce qui se passe : par exemple, en 1928 (époque du film), l'héroïne conduit une moto des années 2000.

## Distinctions
- Prix spécial du jury au Festival international du film de Moscou 2021 (FIFM)
- Prix de la Licorne d'or (en) 2021 du meilleur film étranger.